# Пишкари (Сату Маре)
Пишкари (рум. Pișcari) насеље је у Румунији у округу Сату Маре у општини Теребешти. Oпштина се налази на надморској висини од 120 m.

## Становништво
Према подацима из 2002. године у насељу је живело 466 становника.

### Попис2002.
| Расподела становништва по националности 2002.‍ | Расподела становништва по националности 2002.‍ | Расподела становништва по националности 2002.‍ | Расподела становништва по националности 2002.‍ | Расподела становништва по националности 2002.‍ |
| --------------------------------------------- | --------------------------------------------- | --------------------------------------------- | --------------------------------------------- | --------------------------------------------- |
|                                               |                                               |                                               |                                               |                                               |
| Румуни                                        | Румуни                                        |                                               | 338                                           | 72,8%                                         |
| Роми                                          | Роми                                          |                                               | 126                                           | 27,2%                                         |